# Anica Matzka-Dojder
Anica Matzka-Dojder (* 1. September 1953 in Vukićevci, Jugoslawien) ist eine österreichische Politikerin (SPÖ). Sie war von 2001 bis 2015 Abgeordnete zum Landtag und Mitglied des Wiener Gemeinderats. 

## Ausbildung und Beruf
Anica Matzka-Dojder wurde in Jugoslawien geboren und maturierte 1972 in Novi Sad. Nach der Matura wanderte sie nach Österreich aus und trat 1973 in den Krankenpflegeberuf ein. Sie besuchte zwischen 1978 und 1982 eine berufsbegleitende Ausbildung zur Gesundheits- und Krankenpflege-Fachkraft und war ab 1983 in verschiedenen Führungspositionen tätig. Sie absolvierte 1989 eine Weiterbildung für leitende Krankenpflegepersonen und arbeitet seit 1989 als Oberschwester im Geriatriezentrum Baumgarten. Neben ihrer Arbeit engagierte sich Matzka-Dojder während des Krieges im ehemaligen Jugoslawien für humanitäre Hilfsprojekte, insbesondere in Bosnien. Dabei leitete sie selbst Hilfstransporte, die bis ins Kampfgebiet führten. Zudem war sie Projektmanagerin für internationale Hilfsprojekten, unter anderen für CARE. 
1996 bis 1998 besuchte Matzka-Dojder den Universitätslehrgang an der Fakultät für Integrativ- und Sozialwissenschaft in Wien (Management für Sozialbereiche). Sie ist seit 1998 Akademische Leiterin des Pflegedienstes (Akademische Pflegemanagerin).

## Politik
Anica Matzka-Dojder war 1977 bis 1990 Personalvertreterin. Durch ihr Engagement für Hilfsprojekte und die Gründung des Friedensdialogs 1991 mit Freunden in Wien wurde sie erstmals in der Öffentlichkeit bekannt. 1994 wurde sie von Journalistinnen zur Frau des Jahres vorgeschlagen. 1996 kandidierte Matzka-Dojder erstmals für den Wiener Gemeinderat. 2001 schaffte sie den Einzug in den Landtag und war bis 2015 Abgeordnete zum Wiener Landtag und Mitglied des Wiener Gemeinderats. Sie war in der 18. Gesetzgebungsperiode Mitglied im Ausschuss „Gesundheit und Soziales“.

## Privates
Anica Matzka-Dojder ist mit Manfred Matzka, Sektionschef im Bundeskanzleramt, verheiratet. Sie hat keine Kinder.